# Enclisis alpicola
Enclisis alpicola là một loài tò vò trong họ Ichneumonidae.